# Stomatepia
Stomatepia é um gênero de peixe da família Cichlidae.

## Espécies
- Stomatepia mariae
- Stomatepia mongo
- Stomatepia pindu